# Carex limosoides
Carex limosoides är en halvgräsart som beskrevs av J.Cay. Carex limosoides ingår i släktet starrar, och familjen halvgräs.
Artens utbredningsområde är Québec. Inga underarter finns listade i Catalogue of Life.